# Cheile Jiețului
Cheile Jiețului este o arie protejată de interes național  ce corespunde categoriei a IV-a IUCN (rezervație naturală, tip mixt), situată pe teritoriul orașului Petrila în județul Hunedoara.
Rezervația natuarală cu o suprafață de 10 ha, aflată pe versantul drept al Parângului, este străbătută de apele râului Jieț, formând versanți abrupți și chei înguste din stânci acoperite cu licheni galbeni și vegetație forestieră la etajul montan.

## Vezi
- Rezervație naturală
- Lista rezervațiilor naturale din județul Hunedoara
- Listă de rezervații naturale din România